# Kapelle (Winnings)

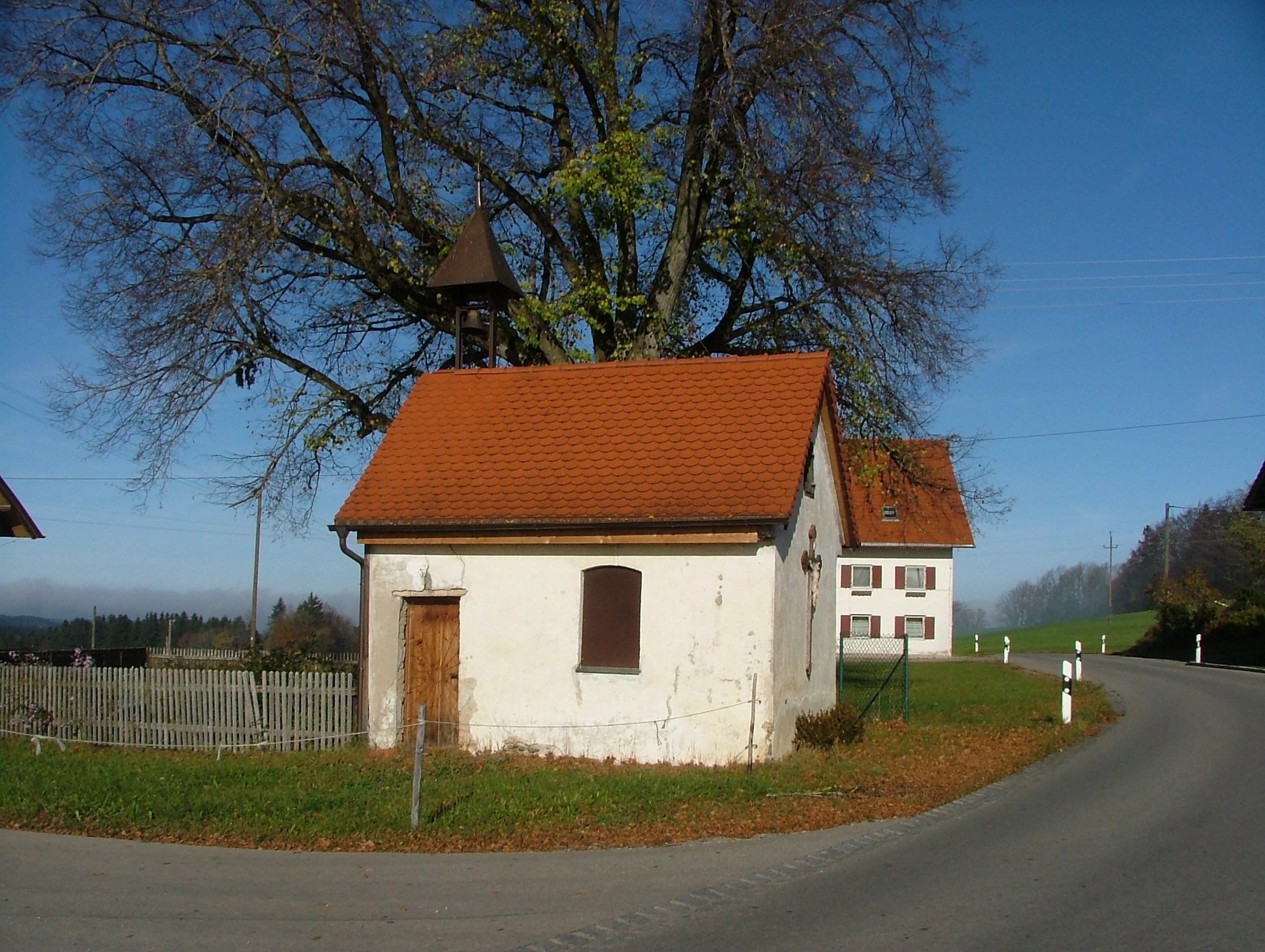
Kapelle in Winnings

Die römisch-katholische Kapelle befindet sich in Winnings, einem Ortsteil von Wiggensbach im Landkreis Oberallgäu (Bayern). Die Kapelle steht unter Denkmalschutz. Das Gebäude ist ein rechteckiger Bau aus einer Stichbogenfensterachse mit Satteldach. Auf dem Westgiebel befindet sich ein Dachreiter, an der Ostwand ein Kruzifix. Der bäuerliche Altar mit ionischen Pilastern aus der Zeit um 1800 enthält eine Kreuzigungsgruppe des frühen 19. Jahrhunderts. Die Holzfigur des heiligen Nikolaus wie auch des Engels stammen vom Ende des 17. Jahrhunderts.